# Njuorajaure Saiva
Njuorajaure Saiva är en sjö i Kiruna kommun i Lappland och ingår i Torneälvens huvudavrinningsområde. Sjön har en area på 0,0898 kvadratkilometer och ligger 441,3 meter över havet.

## Delavrinningsområde
Njuorajaure Saiva ingår i det delavrinningsområde (760224-159840) som SMHI kallar för Utloppet av Pajep Njuorajaure. Medelhöjden är 545 meter över havet och ytan är 41,4 kvadratkilometer. Räknas de 9 avrinningsområdena uppströms in blir den ackumulerade arean 90,82 kvadratkilometer. Kårtjejåkka som avvattnar avrinningsområdet har biflödesordning 3, vilket innebär att vattnet flödar genom totalt 3 vattendrag innan det når havet efter 504 kilometer. Avrinningsområdet består mestadels av kalfjäll (74 procent). Avrinningsområdet har 8,93 kvadratkilometer vattenytor vilket ger det en sjöprocent på 21,5 procent.